# Pąchy
Pąchy – wieś w Polsce położona w województwie wielkopolskim, w powiecie nowotomyskim, w gminie Miedzichowo. Wieś jest położona wśród lasów, nad Jeziorem Pąchowskim.
Miejscowość pochodzenia olęderskiego. Była własnością biskupów poznańskich. Wcześniejsze nazwy to Pąchowskie Holendry, Pucheńskie Holendry i Punkowo. Nazwą niemiecką było Punkow. Pod koniec XIX wieku Pąchowskie Holendry leżały w powiecie międzyrzeckim. Liczyły 40 dymów (domostw) i 331 mieszkańców, z czego 268 katolików i 68 protestantów.
W latach 1975–1998 miejscowość administracyjnie należała do województwa gorzowskiego. W 2011 w Pąchach mieszkało 19 osób.